# Салья (Іспанія)
Салья (баск. Zalla, ісп. Zalla) — муніципалітет в Іспанії, у складі автономної спільноти Країна Басків, у провінції Біская. Населення — 8186 осіб (2009).
Муніципалітет розташований на відстані близько 310 км на північ від Мадрида, 18 км на захід від Більбао.
На території муніципалітету розташовані такі населені пункти: (дані про населення за 2009 рік)
- Арангурен: 1808 осіб
- Ла-Еррера: 256 осіб
- Міметіс: 5363 особи
- Очаран: 223 особи
- Сольяно-Льянтада: 536 осіб

## Демографія
Динаміка населення (INE ):

## Галерея зображень

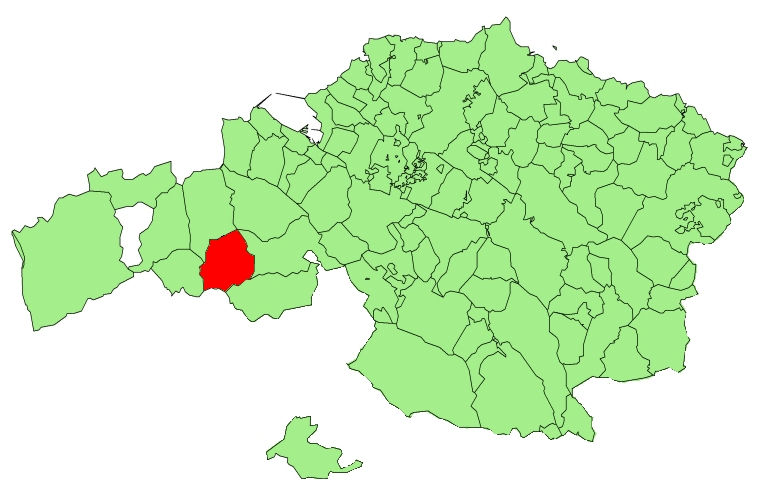
Розташування муніципалітету
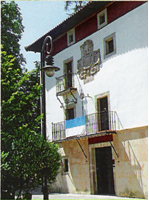
Муніципальна рада
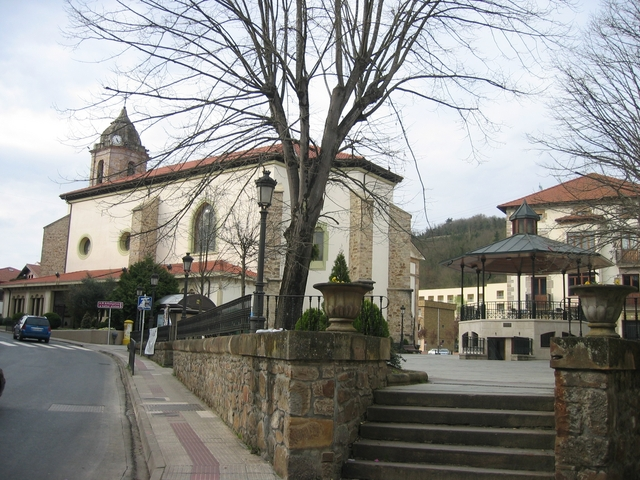
Церква Сан-Мігель-де-Салья